# 다이쇼 천황
다이쇼 천황(일본어: 大正天皇, 1879년 8월 31일~1926년 12월 25일)은 일본의 제123대 천황이다. 본명은 요시히토(嘉仁), 어릴 적 칭호는 하루노미야(明宮), 오시루시는 쥬(義)이다.
1879년(메이지 12년) 8월 31일에 메이지 천황의 삼남으로 태어나 유일하게 성년이 된 아들로, 현재의 제126대 천황 나루히토의 증조부에 해당한다.
출생 시부터 병약하여 여러 차례 중병을 앓았다. 어린 시절에는 개인 교습을 받았으나 발달 지연이 있었으며, 가쿠슈인 초등과에 중도 입학한 뒤 중등과 1학년에서 퇴학하였다. 8세에 황태자 책봉 예정자(儲君)에, 11세에 황태자로 정식 책봉되었다.
황태자비 선발 과정에서는 '약혼 해소 사건' 등 혼란을 겪었으나, 이후 구조 사다코(九条節子)와 결혼하여 4명의 황자(황남)를 두었다. 이 중 첫째 황자는 후일의 쇼와 천황이다. 황태자 시절에 오키나와를 제외한 전국의 도도부현을 순회하였고, 1907년(메이지 40년)에는 황태자로서 최초로 해외(대한제국)를 방문하였다.
1912년(메이지 45년/다이쇼 원년) 7월 30일, 메이지 천황의 서거로 제123대 천황으로 즉위하였다. 이는 일본제국 헌법 아래에서 처음 이루어진 황위 계승이었다. 하지만 생후 얼마 지나지 않아 앓은 수막염의 여파로, 즉위 후 건강이 점차 악화되기 시작하였다. 즉위식 이듬해부터는 일상생활과 공무 수행에 어려움을 겪었으며, 1920년(다이쇼 9년)부터는 병세가 공표되어 대중에게 알려졌다. 1921년(다이쇼 10년), 장남 히로히토 친왕이 섭정에 임명되었고, 천황은 요양 생활에 들어갔다.
1926년(다이쇼 15년/쇼와 원년) 12월 25일, 폐렴에 따른 심장 마비로 향년 47세에 사망하였다. 그의 죽음은 다이쇼 시대의 종말과 함께 쇼와 시대의 개막을 알리는 사건이었다.

## 생애

### 탄생

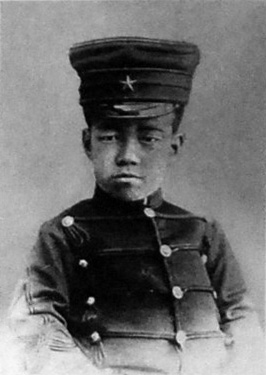
황태자 요시히토 친왕 시절의 사진

1879년 8월 31일, 도쿄의 아오야마 어소에서 메이지 천황과 그의 후궁(곤나이시노스케, 権典侍) 야나기와라 나루코 사이에서 태어났다. 생후 습진을 겪는 등 건강이 좋지 못하였고, 이듬해까지 무거운 병을 앓았다. 메이지 천황과 그의 정실인 하루코(美子) 황후 사이에서의 자녀가 없는 데다가 후궁 소생의 자녀들까지 잇따라 사망하여 사실상 메이지 천황의 외아들이 되는 바람에 서자임에도 황태자가 될 수 있었다.
출생 직후인 9월 6일, 하루노미야 요시히토 친왕(明宮嘉仁親王)이라는 이름이 하사되었다. "요시히토(嘉仁)"라는 이름은 『시경』의 구절인 「경이위의무불유가(敬爾威儀無不柔嘉)」에서 유래하였다. 이 구절은 통치자의 자세로 “스스로의 태도를 경건히 하고, 온화하며 선량하게 행동하라”는 의미를 담고 있다.

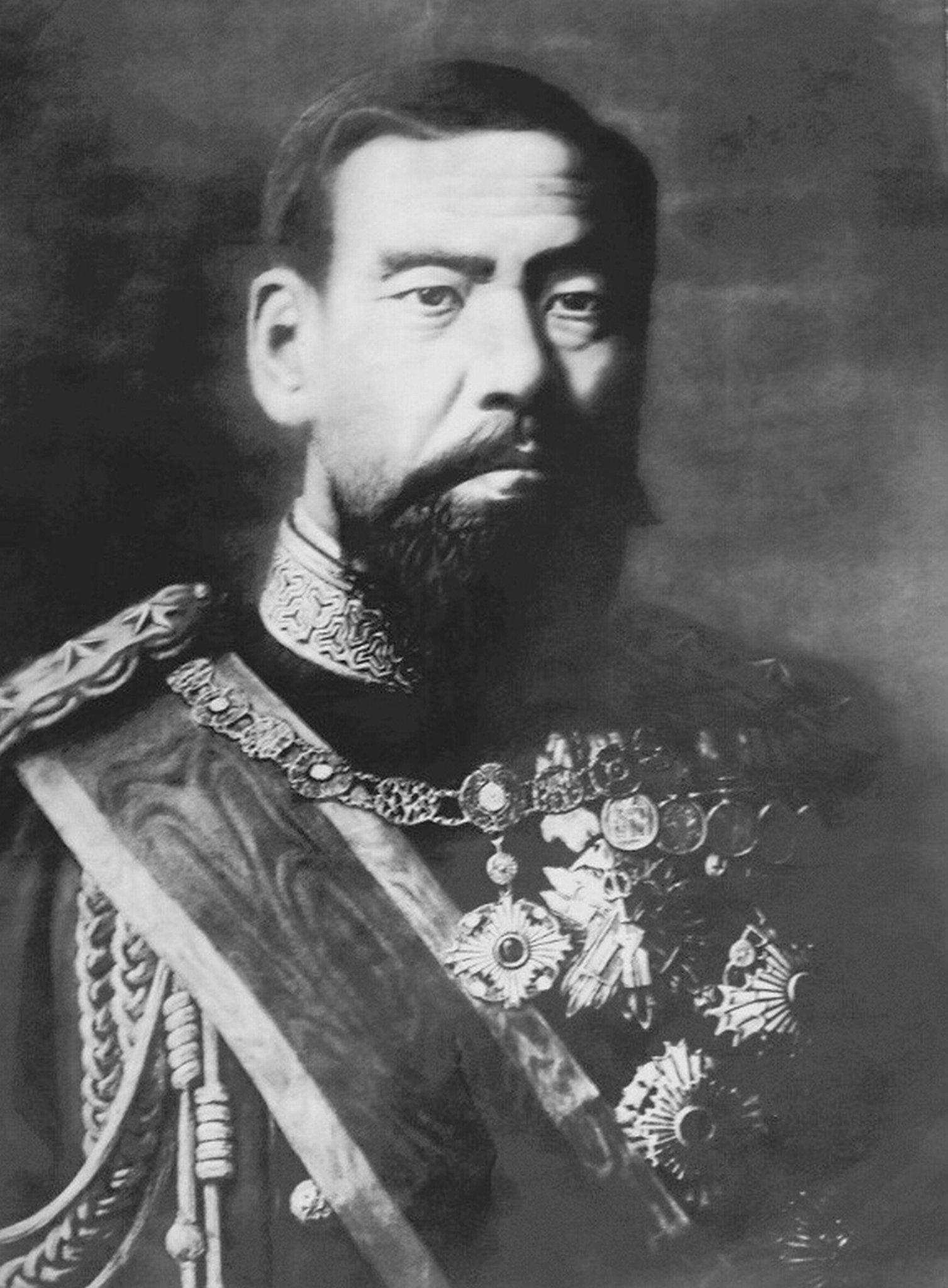
아버지 메이지 천황
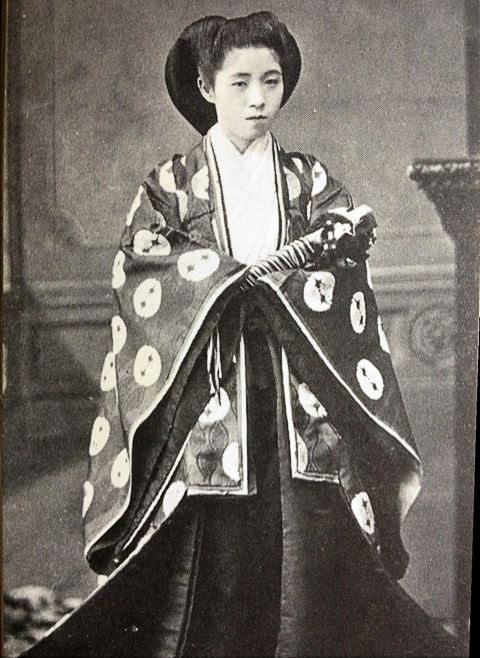
친모 야나기와라 나루코

출산 당시, 생모인 야나기와라 나루코는 건강 상태가 좋지 않았고, 히스테리를 일으킨 데다 난산을 겪었다. 하루노미야 요시히토 친왕은 온몸에 발진이 있는 허약한 상태로 태어났다. 메이지 천황의 외조부인 나카야마 다다야스가 황자를 돌봤으며, 한방의(漢方医)인 아사다 소하쿠(浅田宗伯), 이마무라 료안(今村了庵), 오카 토우인(岡桐蔭)이 치료를 담당했다. 그러나 출생 후 9월부터 11월까지 지속적으로 구토와 경련을 반복하며, 매우 위중한 상태에 빠지기도 했다.

### 소년 시절
하루노미야 요시히토 친왕은 전통에 따라 1880년(메이지 13년) 12월, 교토에 있는 나카야마 다다야스의 저택으로 이동해 양자로 길러지게 되었다. 그러나 다다요시와 그의 아내 아이코(愛子)는 황자의 양육에 별다른 도움을 주지 못했으며, 황자의 실제 양육은 그의 친조모인 나카야마 요시코가 맡았다. 요시코는 “제2의 봉공(奉公)”이라 여기며 황자의 돌봄에 헌신했지만, 황자의 건강은 좀처럼 호전되지 않았다. 주치의였던 아사다 소하쿠는 요시코와 상의 끝에 강력한 한방약을 머리에 붙이는 강도 높은 치료법을 시도했다. 이 치료법이 효과를 보이며 황자의 건강은 점차 나아졌고, 3세가 되었을 때 비로소 걸을 수 있게 되었다.

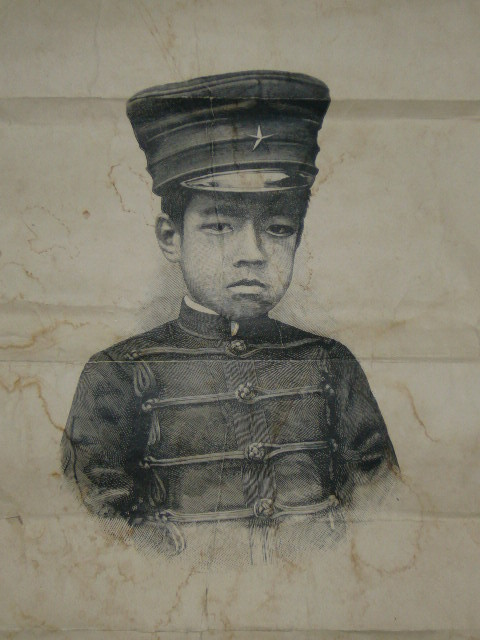
소년 시절의 모습을 표현한 동판화. 1900년 제작.

1883년(메이지 16년), 황자는 가게노코지 스케나리(勘解由小路資生)를 궁내성의 학문 담당으로 임명받아 『유학강요(幼学綱要)』의 강독과 서법 공부를 시작했다. 1885년(메이지 18년) 3월, 나카야마 저택에서 아오야마 어소 내의 아카사카 임시 황궁의 새 저택으로 거처를 옮겼다.
황자는 초등학교에 입학할 나이가 되었으나, 잦은 병치레로 인해 아오야마 어소 내에 오가쿠몬쇼(御学問所)를 마련해 개인 교습을 받았다. 이때 유모토 다케히코(湯本武比古)가 교육 담당자로 임명되었다. 하지만 규칙에 얽매이는 것을 싫어했던 황자는, 마음에 들지 않는 수업 내용이 있으면 수업을 포기해버리는 일이 종종 있었다.
1887년(메이지 20년) 8월 31일, 만 8세 생일을 맞아 황태자 책봉 예정자(儲君)로 지정되었으며, 쇼켄 황태후의 적자로 공식화되었다. 같은 해 9월, 황자는 가쿠슈인 예비과(훗날 초등과)에 입학하였다. 그러나 1888년(메이지 21년), 잦은 병환에 시달려 학업에 어려움을 겪었다. 특히 4월에는 백일해에 걸려 3개월간 학교를 쉬며 유급하였다. 이 시기 황자의 학업 성적은 수신(修身), 독서, 작문, 실물(과학), 습자(서법), 유희(체육)에서는 양호한 평가를 받았으나, 창가(唱歌)는 평균적 수준에 머물렀고, 수학은 성적이 좋지 않았다.

### 황태자 시절

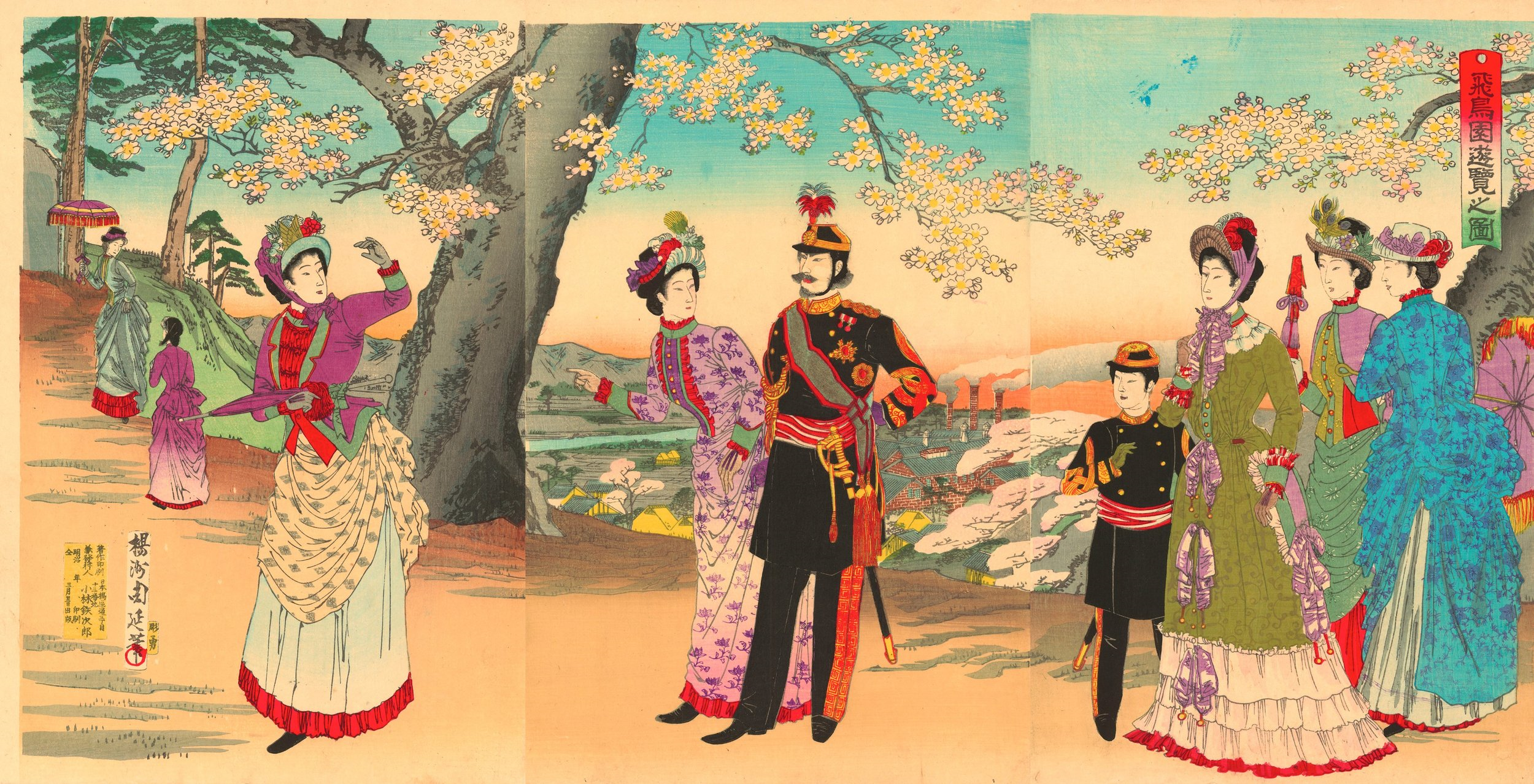
황태자 요시히토 친왕과 아스카야마 공원

1889년(메이지 22년) 2월, 아오야마 어소에서 아카사카 이궁 내 동궁 어소(‘하나고덴’이라 불림)로 거처를 옮겼다. 같은 해 11월 3일에 입태자례(立太子礼)가 거행되었으며, 황태자에 책봉됨과 동시에 육군 보병 소위에 임관되고 대훈위국화대수장(大勲位菊花大綬章)이 수여되었다. 입태자 이후 황태자의 교육 체제는 군사적 성격이 강화되었으며, 1891년(메이지 24년) 동궁무관장이 설치되어 오쿠 야스카타 육군 소장이 취임하였다. 오쿠는 이듬해 1월 동궁대부를 겸임하였으며, 이에 따라 황태자의 곁에서 여관(女官)이 배제되었다. 그러나 군인들로 둘러싸인 생활은 황태자를 점차 정신적·육체적으로 불안정하게 만들었다.
1891년 11월, 군사 교육이 지연되면서 중위로의 승진이 이듬해 11월로 연기되었다. 이후 승진은 규정 연한에 따라 이루어졌다. 1893년(메이지 26년), 가쿠슈인 초등과를 졸업하고 중등과에 진학했으나, 1894년(메이지 27년) 8월, 병약하여 학업이 지체된 황태자를 그대로 진학시킬 경우 열등감이 심화되고 군주로서의 적합한 성격을 육성하기 어렵다고 판단되어, 중등과 1년 과정을 마친 후 학습원을 퇴학했다.
메이지 20년대 후반부터 황태자의 정양을 목적으로 각지에 어용저(御用邸)가 건설되었다. 대표적으로 누마즈 어용저(沼津御用邸, 1893년 건설), 하야마 어용저(葉山御用邸, 1894년 건설), 닛코 타보사와 어용저(日光田母沢御用邸, 1899년 건설), 시오바라 어용저(塩原御用邸, 1904년 건설) 등이 있으며, 이후 황태자는 이들 어용저에서 장기 체류하는 일이 잦아졌다.
1895년 5월에는 감기와 장티푸스에 걸린 데다 경미한 폐결핵 증세로 위독한 상태에 빠졌으며, 11월까지 병석에 누워 있었다. 이 시기 황태자는 유모로 알고 있던 야나기와라 나루코(柳原愛子)를 홀대했으며, 그녀가 생모라는 사실이 밝혀진 후에도 이를 좀처럼 믿으려 하지 않았다.
황태자의 학업 지체를 만회하기 위해 1895년 이후, 국학(전통가요, 작문, 역사, 지리)을 담당하는 모토오리 도요히데(本居豊穎), 한시 교육을 담당하는 미시마 나카스(三島中洲)가 동궁직 어용계, 이후 동궁시강으로 임명되었다. 이 밖에도 프랑스인 프랑수아 사라잔과 미타 모리마사(三田守真)가 프랑스어를 강의했다. 그러나 거의 휴식 없이 진행된 주입식 교육은 황태자의 건강을 악화시키는 악순환을 초래했다.
1898년(메이지 31년), 제3차 내각을 구성한 이토 히로부미는 황태자의 건강 증진을 최우선 과제로 삼되, 정치와 군사에 대한 식견을 기르기 위해 적합한 인물을 감독 및 측근으로 배치해야 한다고 메이지 천황에게 진언했다. 이에 따라 오야마 이와오가 동궁직 감독에, 메이지 천황의 신임이 두터운 아리스가와노미야 다케히토 친왕이 동궁빈우(東宮賓友)로 임명되었다. 이어 1899년(메이지 32년) 5월, 다케히토 친왕은 동궁보도(東宮輔導)로 임명되어 황태자 교육의 전권을 맡게 되었으며, 이를 계기로 기존의 주입식 교육에서 황태자의 건강을 우선으로 한 체제로 전환되었다.

### 결혼

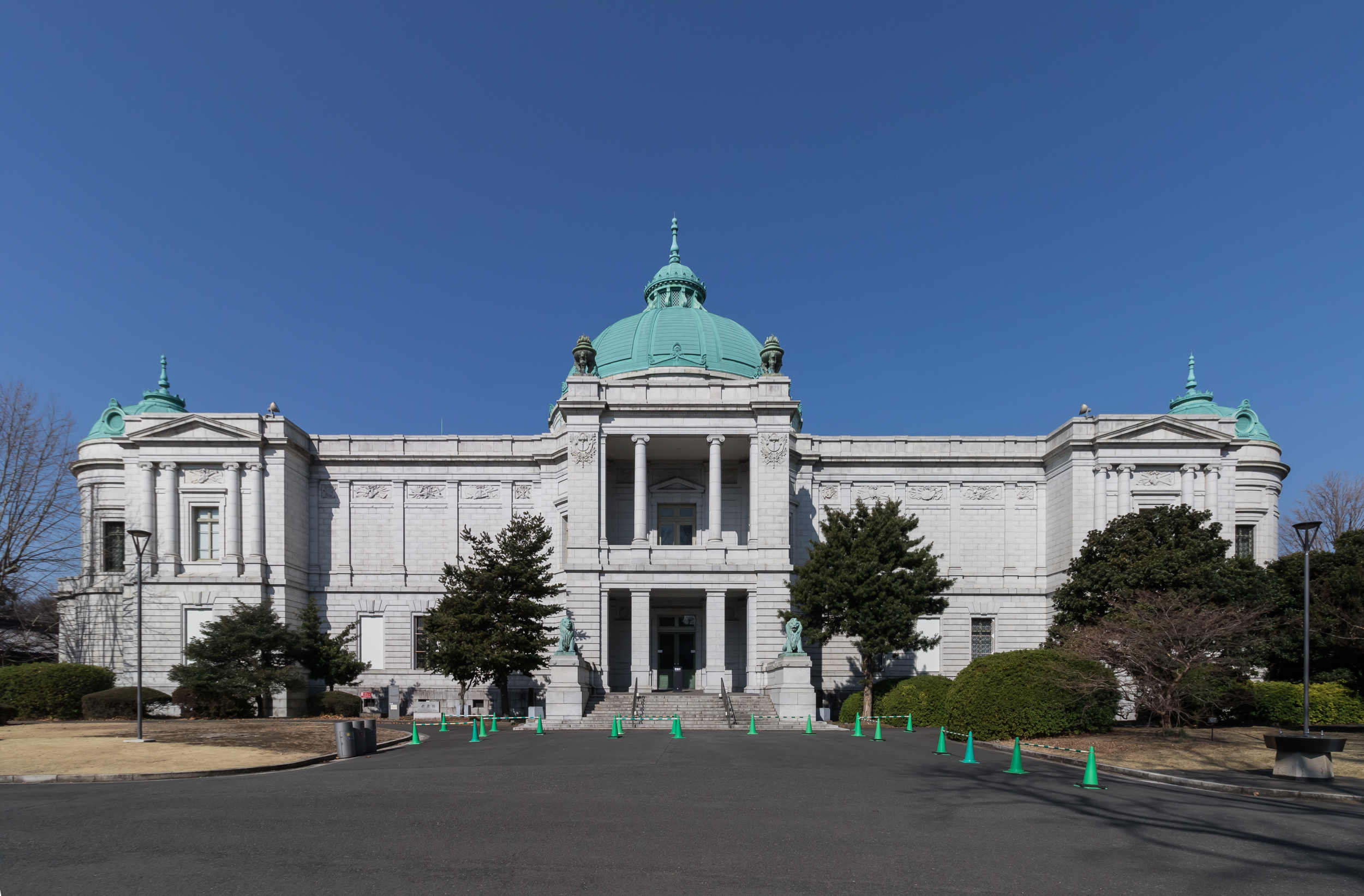
도쿄국립박물관 효케이관(表慶館)

황태자비 선발에는 메이지 천황의 측근이자 쓰네히사 왕비 마사코 내친왕, 후사코 내친왕의 양육 주임이었던 사사키 다카유키가 크게 관여하였다. 1891년경부터 황태자비 선발이 시작되었으며, 황족이나 공작의 딸로서 비 후보가 된 여성들이 마사코 내친왕과 후사코 내친왕의 놀이 친구로 아카사카 이궁에 초대되었다. 메이지 천황은 가능하다면 황족 중에서 황태자비를 선택하고자 했다.
곧, 후시미노미야 가문의 야마우치 사다코 여왕이 유력 후보로 떠올랐다. 1893년 봄, 사사키는 사다코 여왕이 황태자비로 적합하다고 히지카타 히사모토 궁내대신에게 전했고, 화족여학교 학감이었던 시모다 우타코(下田歌子)도 이를 추천했다. 이를 받아들여 메이지 천황은 같은 해 5월에 사다코 여왕을 황태자비로 내정하였다.
그러나 1898년(메이지 31년), 천황의 시의(侍医)였던 하시모토 쓰나츠네(橋本綱常)와 이케다 겐사이(池田謙斎)가 “사다코 여왕에게 폐병의 의심이 있다”고 주장하기 시작하였고, 오카 겐케이(岡玄卿) 시의국장도 결혼 중지를 건의하였다. 이를 바탕으로 1899년(메이지 32년) 1월부터 2월에 걸쳐 궁중 수뇌들이 협의한 결과, “황통(皇統)의 지속”을 고려하면 사다코 여왕을 황태자비로 삼는 것은 문제가 있다고 결론내렸고, 3월 22일에 혼약 내정이 취소되었다. 이후 다른 비 후보들이 검토되었으나, 건강이 튼튼하고 성격이 나쁘지 않다는 이유로 소거법에 따라 구조 세츠코(九条節子)가 비 후보로 부상하였다. 1899년 8월, 구조 세츠코가 황태자비로 내정되었다.
1900년(메이지 33년) 2월 11일, 황태자 요시히토 친왕(다이쇼 천황)과 구조 세츠코의 혼약이 공식적으로 결정 및 발표되었으나, 황태자의 건강에 대한 우려가 있었기 때문에 이 시점에서는 혼례 일정이 확정되지 않았다. 그러나 3월에 시의와 이토 히로부미 등의 회의를 통해, 황태자가 결혼 전 다른 여성과 관계를 맺지 않도록 하고 더 이상 혼례를 미룰 수 없다는 판단 아래, 혼례를 5월로 내정하였다. 4월 27일, 혼례가 5월 10일에 거행된다고 발표되었다.

혼례는 고쿄의 가시코도코로(賢所)에서 신토의 방식대로 거행되었다. 고쿄에서 아오야마 어소로 돌아가는 길에는 많은 시민들이 몰려들어, 황태자 부부가 탄 마차 행렬이 황거 정문에서 십여 분간 멈춰 서야 할 정도였다. 결혼을 축하하며 각지에서 많은 선물이 헌납되었는데, 여기에는 도쿄 시내의 정치인과 재계 인사들이 발기인이 되어 모금으로 건설한 도쿄국립박물관 효케이관(表慶館)과, 샌프란시스코 일본인 이민자들이 선물한 미국산 전기자동차도 포함되어 있었다.

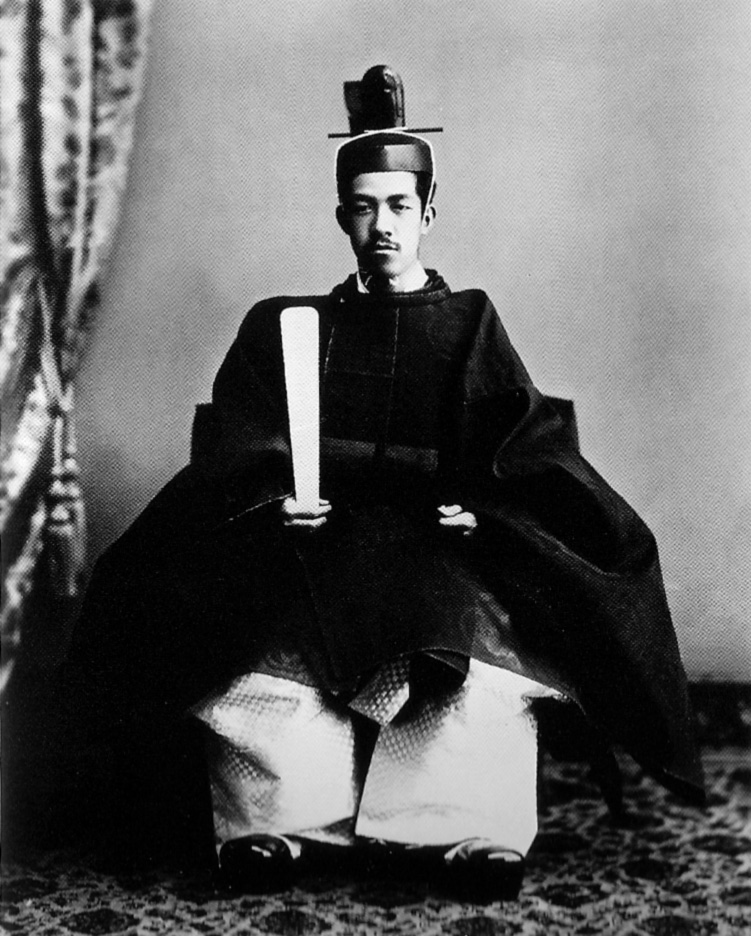
1900년, 결혼 의상을 입은 요시히토 친왕
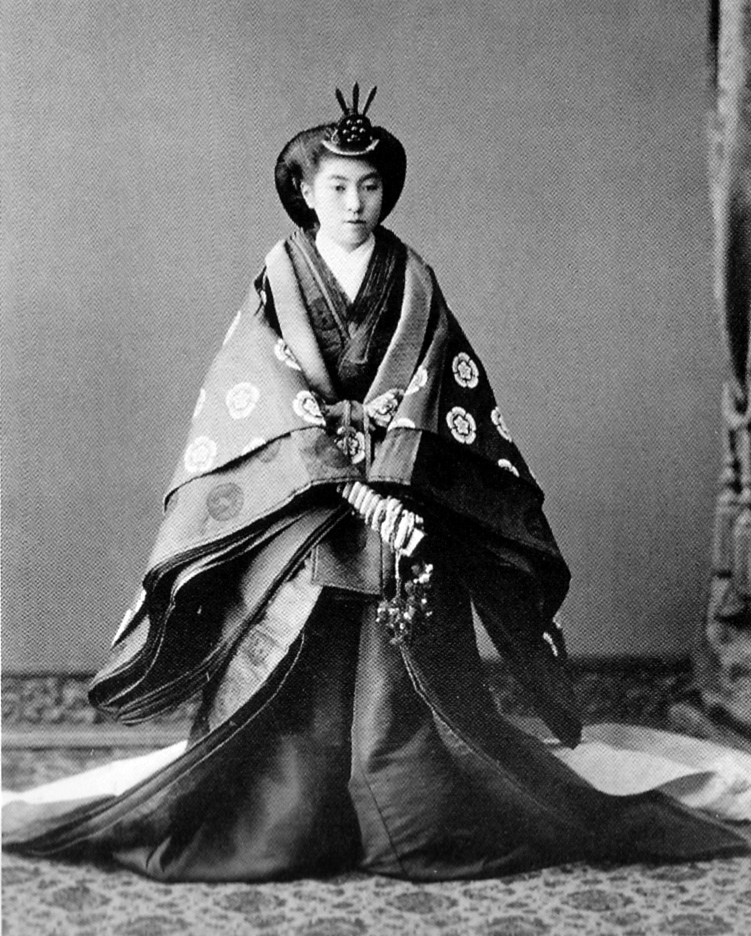
1900년, 결혼 의상을 입은 구조 세스코

1900년(메이지 33년), 황태자 부부는 5월 23일부터 6월 7일까지 미에현, 나라현, 교토부를 순회하며 이세 신궁, 진무 천황릉, 센뉴지 등을 참배하여 결혼을 보고하였다. 이 기간 동안 황태자는 아라시야마, 가쓰라리큐, 교토 제국대학 등을 방문하였으며, 교토 제대 부속병원에서는 환자들에게 직접 말을 걸기도 했다. 이후로도 다이쇼 천황은 후궁을 거느리지 않았으며, 일부일처의 모범이 되었다.

### 일본 국내 순행

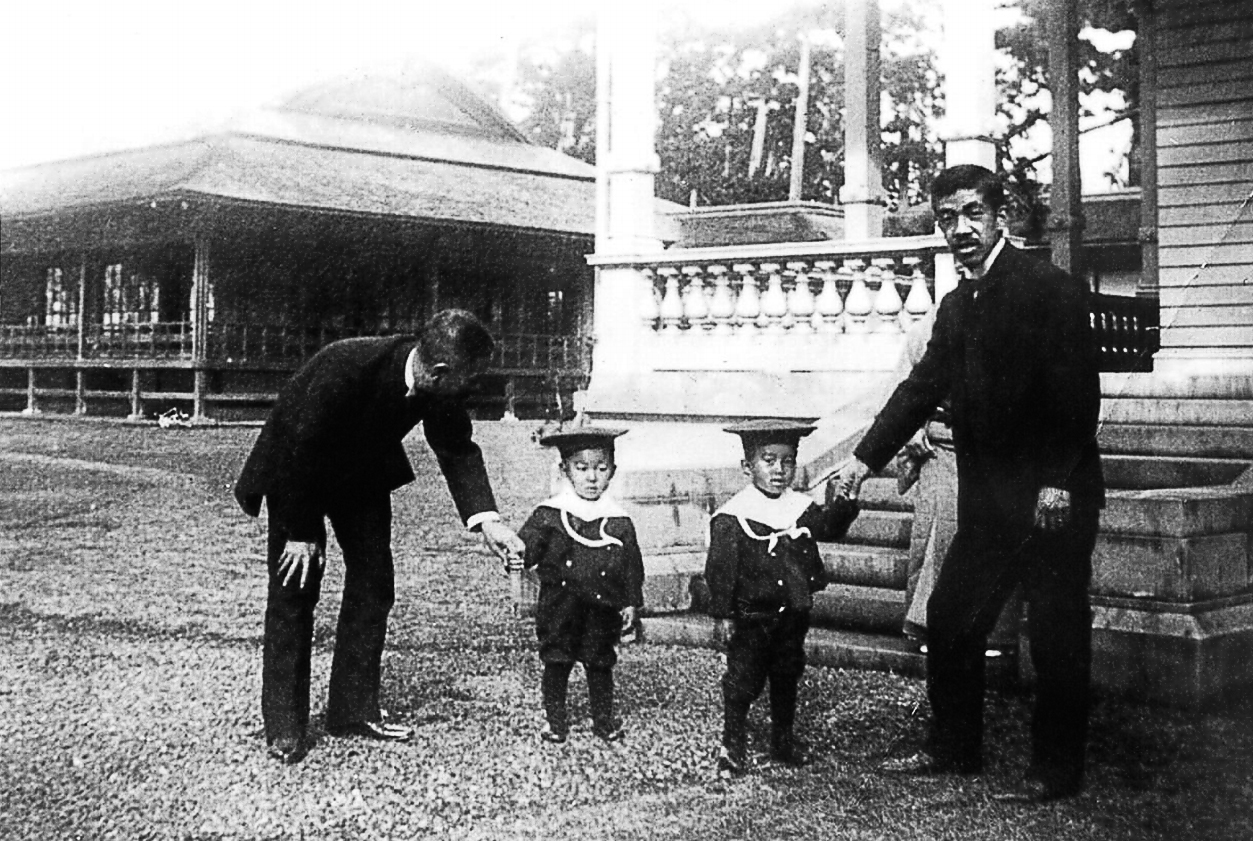
1904년(메이지 37년), 미치노미야(迪宮)와 아쓰노미야(淳宮)를 귀여워하는 황태자 요시히토 친왕. 왼쪽 끝은 시종.

동궁보도(東宮輔導)로 임명된 아리스가와노미야 다케히토 친왕은 황태자의 건강한 신체와 정신을 함양하기 위해, 명목상으로는 수업에서 배운 지리와 역사를 실제로 견학한다는 취지로 장기적인 지방 순행을 제안했다.
첫 번째 순행은 1900년 10월부터 12월까지 이루어졌으며, 후쿠오카현, 사가현, 나가사키현, 구마모토현과 시모노세키를 순행했다. 이후 오카야마현, 에히메현, 가가와현을 방문할 예정이었으나, 황태자는 효고현 마이코(舞子)에서 체력이 약해져 휴양한 뒤 귀경했다. 이어 1902년 5월에서 6월에 걸쳐, 도호쿠 지방을 견학하는 목적으로 군마현, 나가노현, 니가타현, 이바라키현을 순행하였다. 당초에는 도호쿠 6현과 도치기현도 방문할 계획이었으나, 황태자가 다시 체력을 잃어 중단되었다.
다케히토 친왕의 의도대로 이 지방 순행은 황태자의 건강을 회복시키는 데 효과가 있었으며, 학습 효율도 향상되었다. 그러나 황태자에게 자유를 허락하여 변덕스러운 성격이 더욱 강화되었고, 다케히토 친왕에 대한 의존도가 높아지는 부작용이 나타났다는 인식이 생기게 되었다. 이에 다케히토 친왕은 자신의 역할이 끝났다고 판단하여, 1903년(메이지 36년) 2월, 메이지 천황에게 동궁보도 폐지를 건의했다. 메이지 천황은 즉각 답변을 회피했으나, 다케히토 친왕의 건강이 악화되자, 같은 해 6월 동궁보도 직책에서 면직되었다.
그 후에도 지방 순행은 계속되었으며, 1903년 10월에는 와카야마현, 가가와현, 에히메현, 히로시마현, 오카야마현을 방문하였다. 이들 순행 기간 동안 황태자와 황태자 가족의 사진을 하사하거나, 지방 신문사가 사진을 판매하는 일은 그때까지 없었던 새로운 시도로, 황실을 국민에게 가까운 존재로 느끼게 하는 데 큰 효과를 발휘하였다는 평가를 받는다.
러일전쟁(1904년) 당시, 황태자는 대본영 소속 대령의 직책을 맡고 있었다. 같은 해 11월경, 고다마 겐타로 참모차장을 중심으로, 황태자를 육군 대총독부의 총독으로 대륙에 파견하는 계획이 논의되었다. 황태자 역시 대륙 출병에 적극적이었으나, 황태자의 출병은 일본 역사상 유례가 없는 일이었으며, 현장의 지휘 체계가 혼란에 빠질 우려가 있다는 이유로 가쓰라 다로 총리와 데라우치 마사타케 육군대신의 반대에 부딪혀 실현되지 못했다.

### 대한제국 방문
夜駕艨艟過遠州
満天明月思悠悠
何時能遂平生志
一躍雄飛五大洲

 
밤에 전함을 타고 먼 바다를 지나가며
가득 찬 하늘의 밝은 달, 생각은 끝이 없네.
언제쯤 평생의 뜻을 이룰 수 있을까?
한 번 날아올라 오대주를 비상하고 싶구나.
 — 『원주양상작(遠州洋上作)』

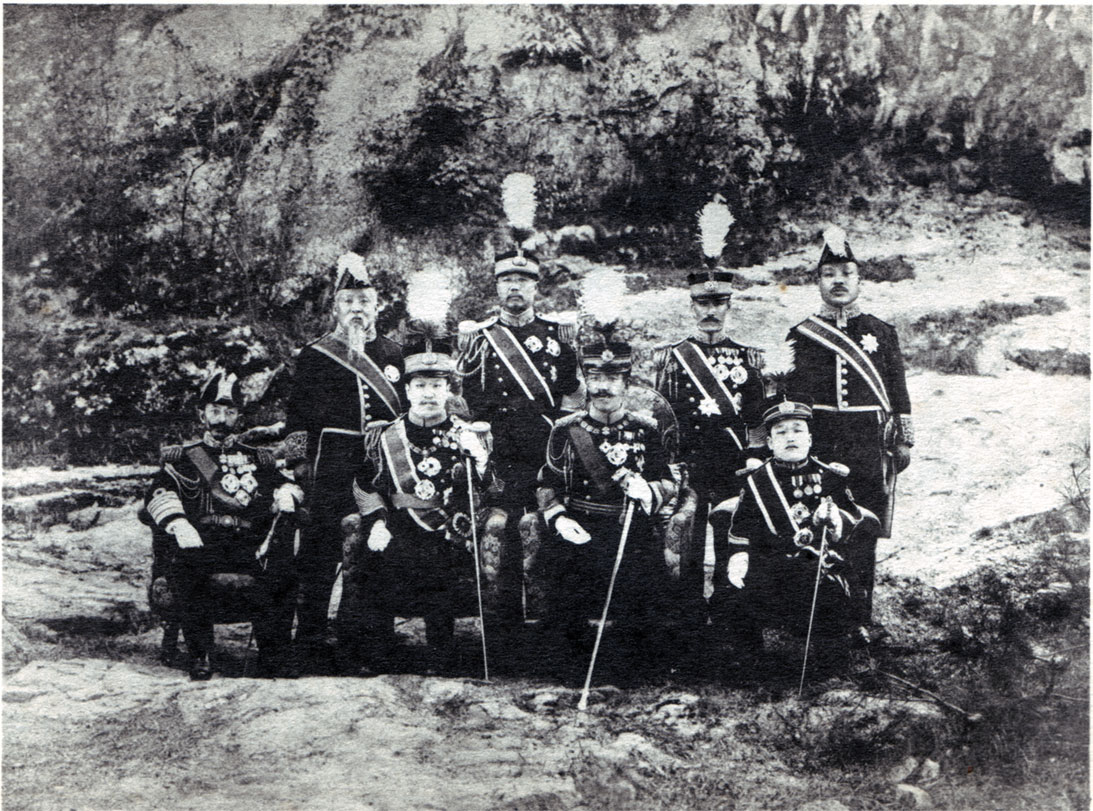
1907년(메이지 40년), 한국 방문 당시의 황태자 요시히토 친왕 일행. 앞줄 오른쪽부터 대한제국의 의민황태자, 일본 황태자 요시히토 친왕, 대한제국 황제 순종, 아리스가와노미야 다케히토 친왕.

황태자는 적어도 1899년(메이지 32년)부터 해외 순방을 희망하며, 같은 해 작성한 한시 『몽유구주(夢遊欧州)』에서 런던과 베를린을 방문하는 꿈을 노래하거나, 『원주양상작(遠州洋上作)』에서는 “한 번 도약하여 오대주를 비상하리라”(一躍雄飛五大洲)고 썼다. 또한, 『세계일주창가(世界一周唱歌)』를 애창하였다. 그러나 황태자의 해외 순방은 일본 역사상 유례없는 일이었으며, 메이지 천황은 황태자가 서양 일변도로 기울어질 것을 우려하여 이를 허락하지 않았다.
1907년(메이지 40년) 9월, 이토 히로부미 초대 한국 통감은 순종의 즉위를 계기로 한일 친선을 명목으로, 의민태자 이은을 일본에 유학시키고, 대신 황태자가 대한제국을 방문할 것을 제안하였다. 메이지 천황은 한반도에서 궐기하는 의병들로 인해 한국의 치안이 악화된 것을 이유로 난색을 표했으나, 이토의 설득으로 황태자의 한국 방문이 결정되었다.
황태자는 다케히토 친왕, 도고 헤이하치로, 가쓰라 다로 전 총리, 하나부사 요시모토 궁내 차관 등의 수행을 받았다. 10월 10일, 황태자는 도쿄를 철도로 출발해 우지나항(宇品港, 현 히로시마항)에서 전함 가토리(香取)에 탑승, 10월 16일 인천에 상륙하여 순종과 이은을 만났다. 10월 17일부터 19일까지 한성에 머물며 한국 주차군 사령부, 왜성대공원(현 남산공원), 창덕궁, 경복궁 등을 둘러보았고, 통감 관저에서 고종과 면담하였다. 10월 20일 한성을 출발하여 진해를 시찰한 뒤 귀국하였다. 이 방문에서 황태자는 이은과 친교를 다졌고, 황태자로 하여금 한국어 학습에 열의를 보이도록 만들었다. 이 조선어 학습은 황태자가 즉위한 뒤에도 계속되어, 시종과 가끔 한국어로 대화를 나누기도 했다.
1908년 9월부터 10월까지 황태자는 도호쿠 6현을 순행하였다. 이후 순행하지 않은 지역들의 요청을 받아들여, 1909년 9월부터 10월에는 기후현과 호쿠리쿠 3현, 1911년 8월부터 9월에는 홋카이도, 1912년에는 야마나시현을 방문하며, 오키나와현을 제외한 일본 전역을 순행하였다.
1909년(메이지 42년) 11월, 황태자는 육군·해군 중장으로 승진하며 참모본부 소속이 되었고, 1910년(메이지 43년) 5월부터는 주 2회 참모본부에 출근하였다. 황태자는 후쿠시마 야스마사와 마쓰이시 야스하루(松石安治)로부터 전략과 전술을 배웠으나, 이를 전혀 이해하지 못해 동궁무관들에게 탄식의 대상이 되었다고 전해진다.

### 천황 즉위

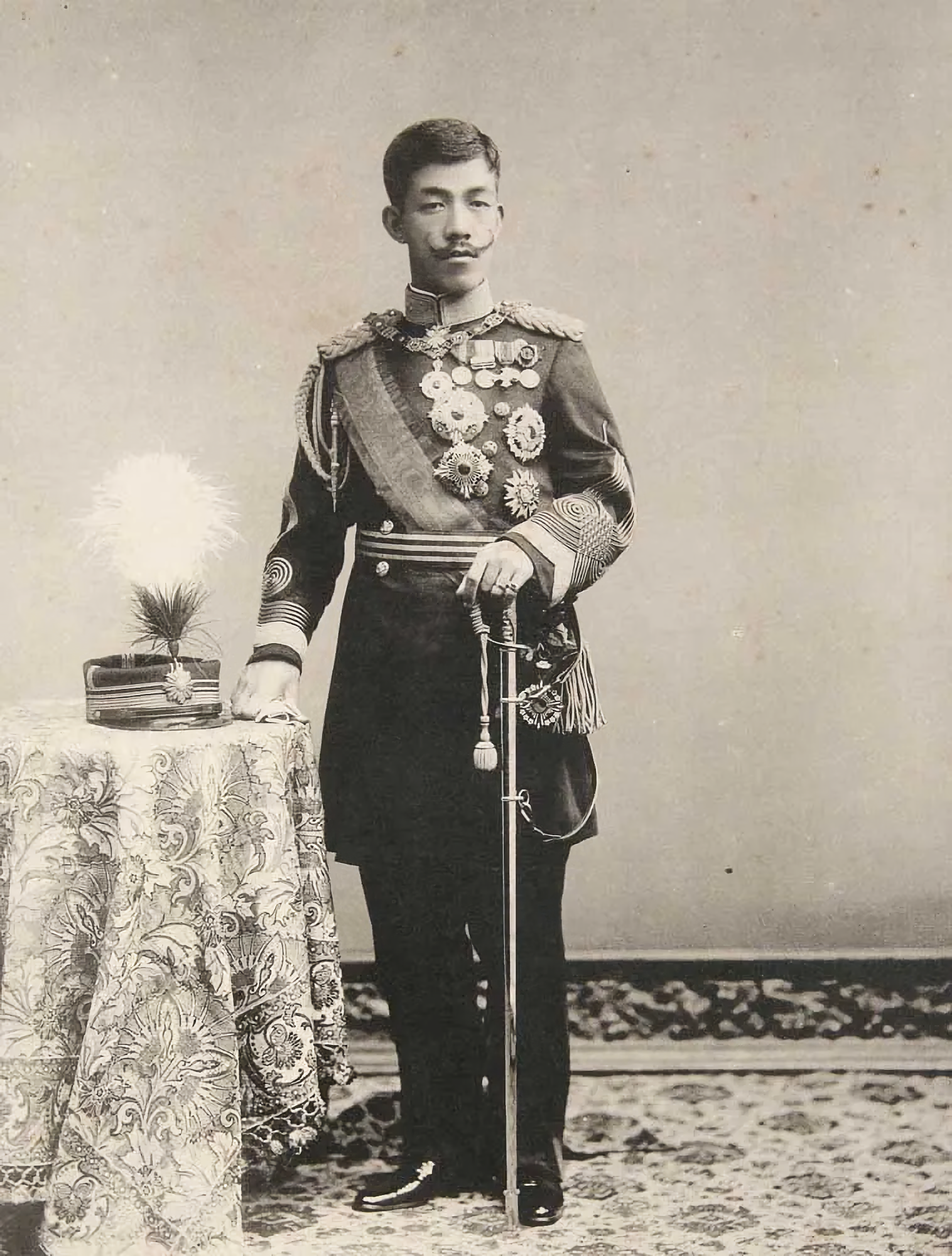
1912년 촬영된 다이쇼천황의 모습

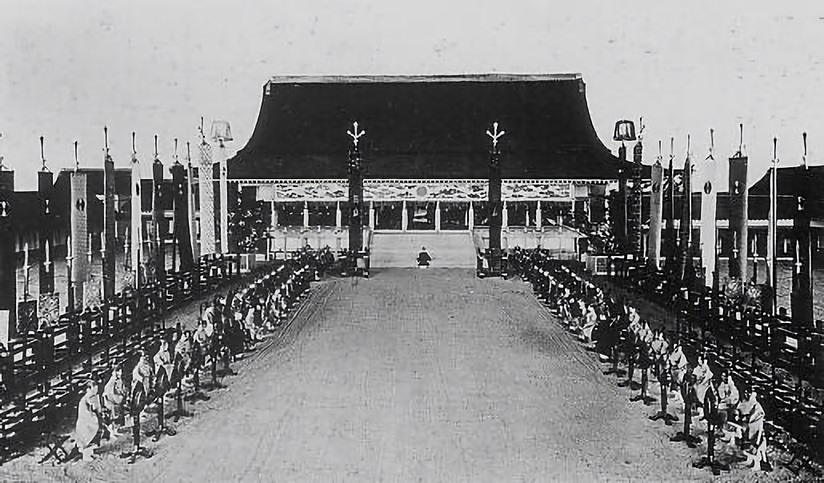
즉위례 당일의 교토 고쇼

다이쇼 4년(1915년)의 석판화 「어대례 기념: 니조성 내 호라쿠덴 대향연의 성대한 의식」

1912년 7월 29일 밤, 메이지 천황이 사망했다. 황태자는 7월 30일 오전 1시에 즉위하며 연호를 다이쇼(大正)로 삼았다. 8월 1일에는 조견식(朝見式)이 거행되었으나, 다이쇼 천황이 칙어를 낭독하던 중 말을 더듬어 어려움을 겪었으며, 이를 본 시종 요네다 토라오(米田虎雄)가 안타까움에 눈물을 흘렸다고 한다.
같은 해 11월, 다이쇼 천황은 데이메이 황후와 함께 후시미모모야마릉을 참배하였다. 교토로 향하는 열차 안에서 천황은 하라 다카시 내무대신을 불러 잡담을 나누었으며, 하라는 이후 행차나 대연습 때 다이쇼 천황의 대화 상대로 자주 소환되었다.
즉위례와 대상제(大嘗祭)는 당초 1914년(다이쇼 3년) 11월에 거행될 예정이었으나, 같은 해 4월 쇼켄 황태후의 사망으로 인해 1년 연기되었다. 최종적으로 1915년(다이쇼 4년) 11월 10일, 교토 고쇼에서 즉위례인 자천전(紫宸殿)의 의식이 열렸으며, 11월 14일부터 15일까지 대상제가 거행되었다. 이어 11월 16일과 17일, 니조성 이궁에서 대규모의 대향 의식(大饗の儀)이 이틀에 걸쳐 개최되었다. 첫날은 전통적인 일본식으로, 둘째 날은 일본과 서양을 혼합한 프랑스식으로 꾸며진 구성으로 진행되었다. 행사에는 각국의 왕족, 고위 인사, 일본 황족, 문무 고관, 작위를 가진 귀족, 외국 대사 부부 등이 초청되어 성대하게 진행되었다. 다이쇼 천황은 즉위례 준비위원장 하라 다카시에게 의식의 간소화와 일정 단축을 희망했으나, 이는 거의 받아들여지지 않았다. 귀족원 서기관장이었던 야나기타 쿠니오는 이 의식이 엄청난 노력과 비용이 투입된, 전례 없는 규모라고 평가하였다.
다이쇼 천황의 즉위와 함께 천장절(천황의 생일)은 8월 31일로 지정되었으나, 8월은 무더운 여름철로 행사에 부적합하다는 이유로 1913년(다이쇼 2년) 10월 31일이 "천장절 축일"로 정해졌다. 이후 축하 행사는 매년 10월 31일에 열리게 되었다.

### 정치력의 불안정
다이쇼 천황의 정치 능력에 대한 우려는 즉위 이전부터 존재했다. 메이지 천황 붕어 직전인 1912년(메이지 45년) 7월 26일, 도쿠다이지 사네노리(徳大寺実則) 내대신 겸 시종장과 와타나베 지아키 궁내대신이 쇼켄 황후를 만나 다이쇼 천황을 황후와 후시미노미야 사다나루 친왕이 보좌하도록 요청했다. 그러나 황후는 “여성이 정치에 관여해서는 안 된다”는 메이지 천황의 뜻을 지키고 싶다며 이를 거절했다. 메이지 천황 사망 직후, 사이온지 긴모치 총리가 원로 야마가타 아리토모와 함께 다이쇼 천황을 알현하여 정무에 대한 충고를 하였고, 천황은 “충분히 주의하겠다”고 답변하였다.
그러나 1912년(다이쇼 원년) 11월, 다이쇼 천황은 갑자기 가쓰라 다로 내대신에게 원수 임명을 제안하였다. 원수는 종신 현역으로서 정당의 당수나 내각을 구성하는 정치 활동을 할 수 없었기 때문에, 신당 조직을 통해 총리로 복귀하려는 야망을 가지고 있던 가쓰라는 이를 거절하였다. 이후 제3차 가쓰라 내각을 구성한 가쓰라는, 사퇴를 희망했던 사이토 마코토 해군대신의 유임을 명령하는 칙어와 제국의회의 정회를 명령하는 칙어 등을 통해 정국을 안정시키려 했다. 그러나 이러한 조치는 야당인 입헌정우회와 민중의 반발을 불러일으켜, 제1차 헌정옹호운동과 가쓰라 내각의 붕괴로 이어졌다.
1913년(다이쇼 2년) 5월, 다이쇼 천황은 체온이 39도를 넘나들 정도의 폐렴에 걸렸다. 폐렴은 같은 달 말에 완치되었으나, 9월까지 하야마와 닛코에서 요양을 하였다. 이 기간인 6월에는, 기존의 아오야마 어소에서 근대적으로 개조가 완료된 고쿄 내 오쿠규덴(奥宮殿)으로 이주하였다.
1914년(다이쇼 3년) 3월, 지멘스 사건으로 제1차 야마모토 내각이 총사직했을 때, 다이쇼 천황은 후임 총리 선정 권한을 원로에게 위임했으나, 쇼켄 황태후가 위독하다는 소식을 듣고 누마즈 어용저로 향하던 열차 안에서 야마모토 곤노효에에게 유임을 요청하는 경솔한 발언을 했다. 그러나 다이쇼 천황의 정치 능력에 의구심을 가지고 있던 야마모토는 이를 무시하고 야마가타 아리토모를 추천하였다. 천황은 즉시 야마가타를 불러 내각 구성을 명했으나, 야마가타마저 이를 거절하며 간언하였다. 같은 해, 하타노 요시나오 궁내대신은 원로 이노우에 가오루에게 다이쇼 천황이 "무엇을 원로에게 자문해야 할지, 직무 권한의 경중조차 이해하지 못한다"고 전했다.
1915년(다이쇼 4년), 제2차 오쿠마 내각에서 오우라 가네타케 내무대신의 부패 사건이 드러나자, 7월 오쿠마 시게노부 총리는 "사건의 책임을 지겠다"며 전 각료의 사표를 천황에게 제출했다. 오쿠마를 신뢰했던 다이쇼 천황은 즉석에서 이를 거절하려 했으나, 오쿠마의 요청에 따라 이를 유보하고 원로들과 대응을 논의했다. 야마가타는 오쿠마 유임 방침을 정하면서도, 천황에게 경솔한 결정을 내리지 말 것을 간언하였다. 이후 1916년(다이쇼 5년) 6월, 오쿠마는 내각 총사직 의사를 천황에게 상주하며 후임으로 가토 다카아키와 데라우치 마사타케를 추천하였다. 다이쇼 천황은 원로들에게 후임 선정을 맡겼으나, 오쿠마는 갑작스럽게 사직 의사를 철회하며 천황에게 이를 수용하도록 요청했다. 이로 인해 원로들이 무시되자 야마가타는 다시 천황에게 원로 회의를 존중하고 절차를 준수할 것을 간언하였다. 결국 오쿠마는 가토를 후임으로 추천하며 사표를 제출했으나, 천황은 원로 회의의 추천에 따라 데라우치를 후임 총리로 임명하였다.
같은 해 12월, 야마가타가 추밀원 의장직 사임 의사를 상주하였다. 이는 과거에도 여러 차례 형식적으로 이루어진 사임 제안이었으나, 다이쇼 천황은 이를 승인했을 뿐만 아니라 구체적인 사임 일정을 묻는 등 예외적인 대응을 보였다. 이에 따라 1917년(다이쇼 6년) 4월 14일, 야마가타는 실제로 추밀원 의장 사표를 제출하게 되었고, 5월 2일 데라우치 총리의 중재로 유임 명령이 내려져 사태가 진정되었다.
1918년 쌀 소동 당시, 다이쇼 천황은 닛코 다모자와(日光田母沢) 어용저에서 피서를 즐기고 있었다. 천황은 황실 재산에서 300만 엔(현재 약 60억 엔 상당)을 정부를 통해 각 도부현에 하사하였으나, 금전만 지급한 채 피서를 이어간 것에 대해 세간의 비판이 일었다. 결국 정부의 요청을 받아 급히 도쿄로 복귀하였다.

### 황태자 히로히토 친왕의 섭정 취임

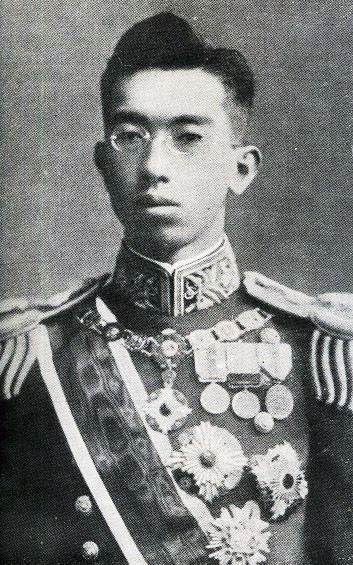
황태자 시절의 히로히토

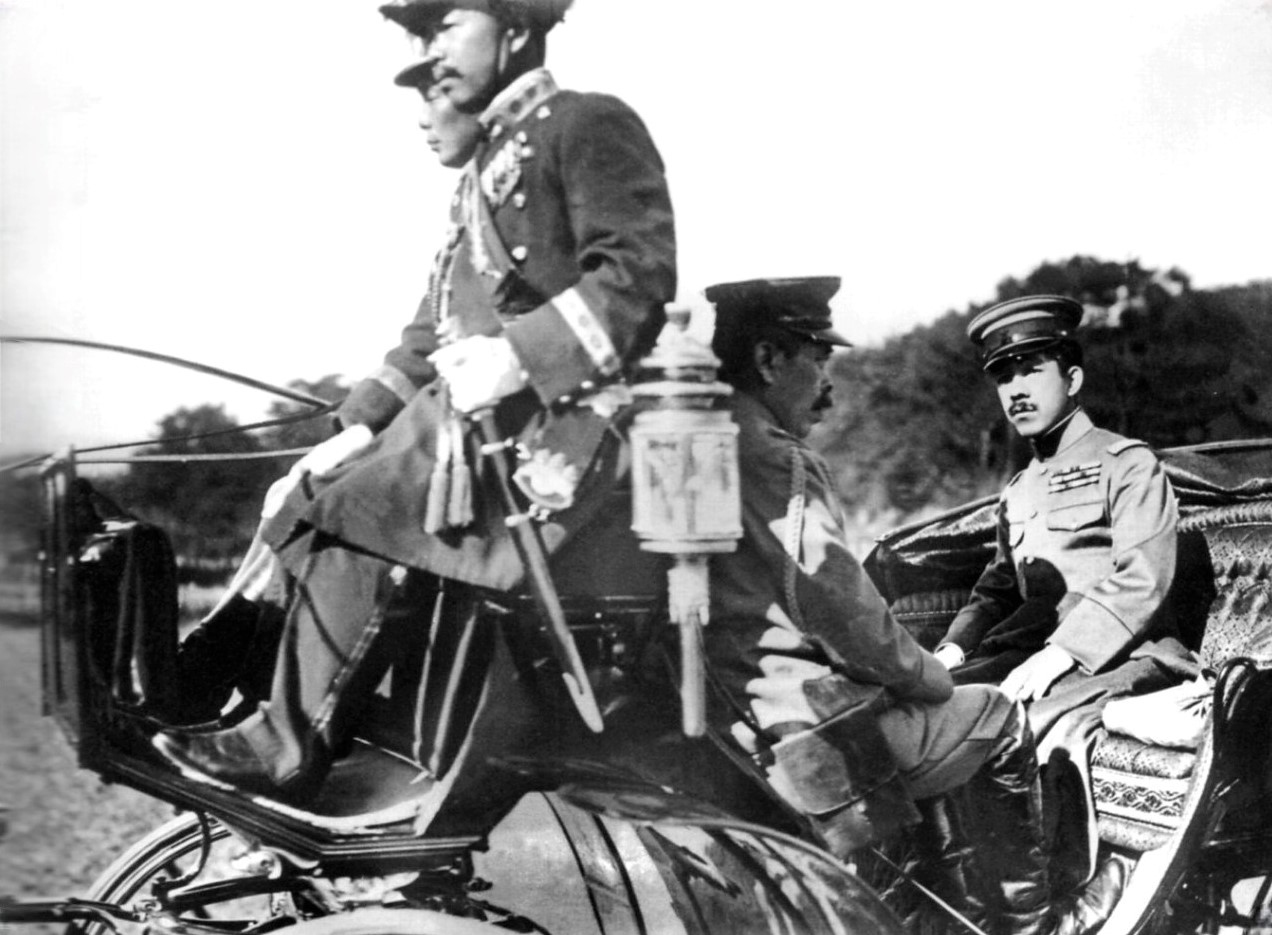
1919년 가을, 오사카에서 열린 육군 특별 대연습에 참여하기 위해 이동하던 모습

1918년(다이쇼 7년) 말, 다이쇼 천황은 감기에 걸려 제국의회 개회식에 참석하지 못했다. 1919년 정초 의식은 예정대로 대부분 진행되었으나, 감기가 오래 지속되어 1월 말부터 3월까지 하야마에서 요양하였다. 같은 해 10월, 해군 특별 대연습에서는 천황의 칙어를 군령부장이 대신 낭독하였다. 11월에는 효고현과 오사카부에서 진행된 육군 특별 대연습에 참여했으며, 이는 다이쇼 천황이 도쿄 외부로 나선 마지막 공식 행차가 되었다. 12월의 제국의회 개회식 참석을 위해 칙어 낭독 연습을 하였으나 성공하지 못해, 행사 전날 참석이 취소되었다.
1920년(다이쇼 9년) 3월 30일, 다이쇼 천황의 "건강 악화"가 처음으로 궁내성에서 공표되었다. 그러나 실제 병세인 신경통, 언어 장애, 신체 불균형 등은 공개되지 않았다. 다이쇼 천황 자신은 자신의 병세를 자각하지 못한 채 "평범하다"고 여겼다. 이후 천황은 최소한의 면회 외에는 요양에 전념하며, 주요 행사와 의식에는 황태자 히로히토 친왕과 데이메이 황후가 대리로 참석하게 되었다. 같은 해 6월, 마쓰카타 마사요시 내대신은 히로히토에게 섭정을 맡길 것을 하라 다카시 총리에게 제안했으나, 하라는 "모두가 납득할 만한 병세가 아니면 섭정 설치는 어렵고, 당분간 경과를 지켜보는 것이 낫다"고 판단하였다.
1920년(다이쇼 9년)부터 1921년(다이쇼 10년) 2월까지 황태자비 내정 취소를 둘러싼 "궁중 모 중대 사건"이 발생했으나, 이를 무사히 해결한 후, 1921년 3월 황태자 히로히토 친왕은 오래된 숙원이었던 유럽 방문을 떠났다. 같은 해 7월, 다이쇼 천황은 시오하라 어용저(塩原御用邸)에서 요양을 했는데, 이때 시종의 부축 없이는 걸을 수 없었으며, 목욕이나 계단을 두려워하거나 갑자기 난폭한 행동을 하는 등 불안정한 상태를 보였다. 또한, 전년의 사건이나 가까운 인물을 기억하지 못하는 기억 상실 증세도 나타났다.
1921년(다이쇼 10년) 9월, 황태자가 유럽에서 귀국하자 섭정 설치를 위한 최종 단계가 시작되었다. 10월 4일, 다이쇼 천황의 병세가 심각하여 사실상 공무를 수행할 수 없다는 발표가 있었고, 마키노 노부아키 궁내대신은 황족들에게 사전 조율을 진행했다. 11월 4일, 하라 다카시 총리가 암살되었으나, 11월 22일에는 마쓰카타 마사요시 내대신과 마키노 노부아키 궁내대신이 다이쇼 천황을 알현하여 섭정 설치에 대해 보고하고 동의를 구하려 했다. 그러나 당시 다이쇼 천황은 의사소통이 불가능한 상태였다.
11월 25일, 황실회의와 추밀원에서 섭정 설치가 결의되었고, 황태자 히로히토 친왕이 공식적으로 섭정에 취임하였다. 같은 날, 다이쇼 천황은 섭정이 업무에 사용할 인판(印判)을 넘겨주는 것을 한 차례 거부하기도 했다. 또한, 12월에는 시종들에게 "내 몸이 특별히 나쁜 것은 아니지 않은가?"라며 여러 차례 말을 걸었다.
같은 날 발행된 도쿄 아사히 신문 석간에는 다음과 같은 궁내성 발표문인 「성상 폐하의 병세 보고」가 실렸다.
천황 폐하께서는 선천적으로 허약한 체질을 가지셨으며, 탄생 후 3주가 지나 뇌막염과 유사한 질환을 앓으셨습니다. 유년기에는 중증 백일해와 이어지는 장티푸스 및 흉막염 등 중병을 겪으셨습니다. 이로 인해 심신 발달에 약간의 지연이 있었으나, 즉위 이후 국내외 정무에 몰두하시며 밤낮으로 노고를 겪으신 결과, 최근에는 뇌기능의 쇠퇴 징후가 나타나게 되었습니다.
현재 폐하의 신체 상태는 큰 변화가 없으며, 체중 등은 이전과 큰 차이가 없으나, 기억력, 판단력, 사고력 등 뇌 기능이 점차 쇠퇴하고 있으며, 사고의 폭도 좁아지고 있습니다. 특히 기억력의 쇠퇴는 매우 두드러지며, 이에 더해 발화 장애까지 있어 의사 표현이 매우 어렵게 되셨습니다. 이는 참으로 두려움을 금할 수 없는 상황입니다.

이 발표는 다이쇼 천황의 건강 상태와 섭정 설치의 불가피성을 국민들에게 설명하기 위한 공식 문서였다.

### 병세의 악화
다이쇼 천황의 건강은 더욱 악화되어 닛코, 누마즈, 하야마에서 요양 생활을 보냈다. 병세가 악화되는 가운데서도 산책이나 당구를 즐기고 시종 및 여관들과 담소를 나누며 일과를 보냈다. 그러나 1924년(다이쇼 13년) 1월 26일의 히로히토 친왕의 혼례 연회에 참석하지 못했고, 1925년(다이쇼 14년) 5월 10일의 은혼식에서도 비공식적인 축하를 받는 것에 그쳤으며, 오찬회에도 참석할 수 없었다. 같은 해 12월 19일에는 뇌빈혈로 화장실에서 쓰러졌으며, 이후 발열이 계속되었다.
1926년(다이쇼 15년) 초에는 감기에 걸려 건강이 악화되었으나 5월에 완치되었다. 하지만 다시 뇌빈혈 증세가 나타나 거의 걷지 못하는 상태가 되었다. 8월에는 휠체어에 앉은 채 하라주쿠역의 황실 전용 승강장에서 기차를 타고 하야마 어용저로 이주했다.
하야마로 이주한 뒤에는 한때 병세가 안정되었으나, 10월 말부터 38도가 넘는 고열이 계속되었고, 히로히토 친왕이 예정된 규슈 순행을 취소하고 하야마로 문안을 갔다. 11월 19일부터 궁내성은 며칠 간격으로 병세에 대한 자세한 발표를 하였고, 천황의 쾌유를 기원하는 국민의 기도 운동이 전국적으로 확산되었다. 12월 1일에는 생모인 야나기와라 나루코가 도쿄도 하쿠산의 다이죠지(大乗寺)에서 열린 "성상의 병쾌유 기원 기도회"에 참석했다. 그러나 12월 8일에는 호흡 곤란 증세를 보여 급히 산소호흡기를 들여와 사용하기 시작했고, 이것이 신문을 통해 보도됐다. 12월 14일에는 체온이 39도까지 올라갔고, 12월 16일에는 호흡이 얕아지고 부정맥이 나타나기 시작했다.

### 사망

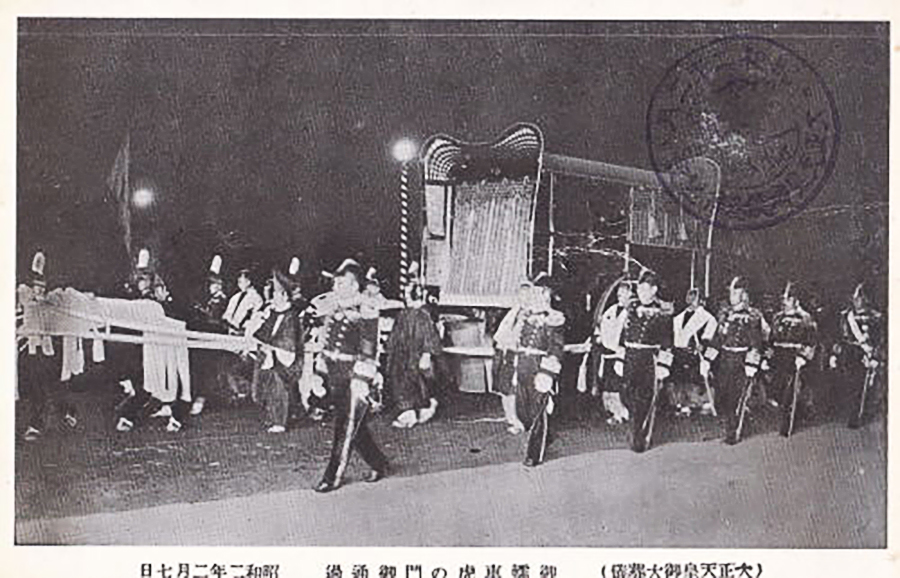
1927년(쇼와 2년), 다이쇼 천황의 상여

천황이 위독하다는 소식이 도쿄에 전해지자 와카쓰키 레이지로 총리 이하 모든 각료부터 추밀 고문관, 원로, 중신까지 모두 하야마로 달려갔고, 현지에는 구축함 3척이 출동하는 등 엄중한 경계 태세를 취했다. 전국적으로 연말 행사를 자제하고 천황의 상황이 나아지기를 기원하였으며, 라디오는 12월 16일 이후 오락방송을 중단하고 궁내부의 발표가 있을 경우 수시로 병세를 보도했다. 이렇게 12월 14일부터 폐위까지 궁내부 발표는 61회, 라디오 방송은 총 433회에 이르렀다. 이에 따라 라디오 가입 신청자가 급증해 이듬해 2월 대보름까지 36만 건에 이르렀다. 또한 신문사들도 수십 명의 기자를 하야마에 파견해 취재 체제를 갖췄다.
병세는 잠시 소강상태에 접어들었으나 12월 24일 오후부터 폐렴이 악화되어 오후 7시에 위독한 상태가 되었다. 그리고 다음날인 1926년(다이쇼 15년) 12월 25일 오전 1시 25분, 황후와 황태자 부부, 황족, 그리고 친어머니인 야나기와라 나루코가 지켜보는 가운데 다이쇼 천황은 심장마비로 사망했다. 궁내청에서는 천황이 쓰러진 후 오전 1시 45분에 위독한 상태이며, 오전 2시 40분에 천황의 붕어를 발표했다.
이에 따라 즉시 섭정이었던 황태자 히로히토 친왕이 황위를 계승하여 제124대 천황인 쇼와 천황으로 즉위했다. 이때 데이메이 황후의 발원으로 다이쇼 천황의 공양을 위해 '나무묘법연화경'의 제목을 모사한 종이가 다수 제작되었다.
천황의 유해는 전례를 깨고 영구차로 도쿄 서쪽 근교의 하치오지시에 있는 다마 어릉에 안치되었다.

## 가족 관계

### 배우자
| 사진 | 사진 | 이름                   | 생일            | 사망                  | 기타 |
| ---- | ---- | ---------------------- | --------------- | --------------------- | --- |
| 황후 |      | 데이메이 황후 貞明皇后 | 1884년 6월 25일 | 1951년 5월 17일(66세) | - 본명 : 구조 사다코(九条節子) - 구조 미치타카와 노마 이쿠코의 4녀 - 에이쇼 황태후의 조카 - 1900년 5월 10일 혼인 |

### 자녀
| 사진 | 사진 | 이름                                        | 생일            | 사망                    | 기타                                                 |
| ---- | ---- | ------------------------------------------- | --------------- | ----------------------- | ---------------------------------------------------- |
| 장남 |      | 쇼와 천황 昭和天皇                          | 1901년 4월 29일 | 1989년 1월 7일(87세)    | - 제124대 천황 - 배우자 : 고준 황후 - 자녀 : 2남 5녀 |
| 차남 |      | 지치부노미야 야스히토 친왕 秩父宮雍仁親王   | 1902년 6월 25일 | 1953년 1월 4일(50세)    | - 배우자 : 야스히토 친왕비 세쓰코 - 자녀 없음        |
| 3남  |      | 다카마쓰노미야 노부히토 친왕 高松宮宣仁親王 | 1905년 1월 3일  | 1987년 2월 3일(82세)    | - 배우자 : 노부히토 친왕비 기쿠코 - 자녀 없음        |
| 4남  |      | 미카사노미야 다카히토 친왕 三笠宮崇仁親王   | 1915년 12월 2일 | 2016년 10월 27일(100세) | - 배우자 : 다카히토 친왕비 유리코 - 자녀 : 3남 2녀   |

### 내용주
1. ↑  하루노미야 요시히토 친왕이 군대용 배낭(背嚢)에 학용품을 넣어 학교에 다닌 것이, 오늘날의 란도셀의 기원으로 여겨지고 있다[19].
2. ↑  표면적으로는 6월의 지진으로 인해 교사가 손상되어 수업에 지장이 생겼기 때문인 것으로 발표되었다.[25]
3. ↑  1891년 4월 3일에 초대된 황태자비 후보는 다음과 같은 인물들이었다. 후시미노미야 사다코 여왕, 기타시라카와노미야 미쓰코 여왕(北白川宮満子女王, 기타시라카와노미야 노히사 친왕의 딸), 기타시라카와노미야 사다코 여왕(北白川宮貞子女王, 동일), 구조 가즈코(九条籌子, 구조 미치타카의 딸), 구조 세츠코(九条節子, 동일), 도쿠가와 구니코(徳川国子, 도쿠가와 요시노부의 딸), 도쿠가와 게이코(徳川経子, 동일), 도쿠가와 이토코(徳川絲子, 동일), 모리 가즈코(毛利万子, 모리 모토노리의 딸), 이와쿠라 요네코(岩倉米子, 이와쿠라 도모사다의 딸) 등 10명이었다. 이 외에도 구니노미야 스미코 여왕(久邇宮純子女王, 구니노미야 아사히코 친왕의 딸), 이치조 게이코(一条経子, 이치조 사네테루의 딸), 다카쓰카사 후사코(鷹司房子, 다카쓰카사 히로미치의 딸) 등 세 명도 후보로 고려되었다[37].
4. ↑  아스카이 마사미치는 황실전범(皇室典範)에서 황위 계승을 적출자(嫡出子) 우선으로 정한 것과, 국가가 일처일부제(一夫一妻制)를 장려한 것을 그 이유로 지적하고 있다.[48]
5. ↑  이 결혼식을 모방하여 신전 결혼식이 탄생하여 일본 전역으로 퍼져나갔다.[50]
6. ↑  다카사키시 순행 시, 예정된 경로를 따르지 않고 마음대로 인력거를 몰게 하거나, 니가타현에서는 당일에 방문지를 변경하여 주변을 당황하게 만들었다.[59]。
7. ↑  실제로 메이지 천황은 7월 29일 오후 10시 43분에 붕어하였으나, 즉위 준비 시간을 확보하기 위해 공식적으로는 7월 30일 오전 0시 43분에 붕어한 것으로 발표되었다.[74]
8. ↑  한편, 데이메이 황후는 넷째 아이(미카사노미야 다카히토 친왕)를 임신 중이었기 때문에 즉위례에 참석하지 않았다. 또한 이때 제작된 다카미쿠라와 미초다이(御帳台)는 쇼와 천황, 아키히토, 나루히토에 걸친 즉위례에서도 사용되었다.[82][83]
9. ↑  고쿄의 거주 공간은 메이지 천황의 희망에 따라 조명으로 양초만 사용되었으나, 이후 전등이 설치되고 스팀 난방이 도입되었다.[95]
10. ↑  야마모토 곤노효에는 사위인 다카라베 다케시(財部彪)에게 다음과 같이 말했다.
"다이쇼 천황의 생각이라고 해도 메이지 천황의 그것과는 다르다. 설령 다이쇼 천황의 명령이라 하더라도 국가를 위해 이롭지 않다고 판단되면, 따르지 않는 것이 오히려 충성을 다하는 길이 된다."[96]
11. ↑  1921년 황태자 히로히토 친왕의 섭정 임명과 관련하여, 천황은 병세로 인해 직접 칙서를 서명할 수 없었기 때문에 황태자가 대신 서명하였다.[118]
12. ↑  이 섭정 취임에 대해, 역사학자 하라 다케시는 마키노 노부아키 등 궁내 관료들이 주도한 일종의 「주군 억압(主君押込)」에 해당한다고 주장했다. 그는 천황의 의사와 상관없이 섭정 설치가 이루어진 점을 비판적으로 바라보았다.[119] 그러나 후루카와 다카히사(古川隆久)는 정치가에서 황족에 이르기까지 모든 관계자가 섭정 설치에 동의한 점을 들어 하라의 주장을 반박하였다. 후루카와는 이 사건을 천황의 건강 상태에 대한 합의된 대응으로 평가하며, 하라의 해석을 지나치게 부정적이라고 비판하였다.[120]
13. ↑  메이지, 다이쇼, 쇼와 3대에 걸쳐 쓰코도(仕人, 궁중의 제반 업무를 담당하는 궁내부의 하급 직원)로 근무한 오가와 가네오(小川金男)는 폐위 전년(다이쇼 14년) 무렵의 하야마에서의 다이쇼 천황의 모습에 대해 후일 회고하고 있다. 그에 따르면, 건망증 증상이 진행 중이었지만 신체 기능을 유지하기 위해 어용저의 복도를 걸어 다녔다고 한다. 그 때 자신을 격려하기 위해 군가 길은 육백팔십리를 불렀는데, 가사의 첫 부분만 기억하는 듯이 그 부분을 반복하며 복도를 걷는 모습에 오가와는 "형언할 수 없는 서글픈 느낌"을 받았다고 말했다고 한다.[123]。
14. ↑  이때 사용한 승강장은 고쿄로 향하는 다이쇼 천황이 사람들의 눈에 띄지 않도록 지어진 것으로,[125] 다이쇼 천황이 생전에 이 홈을 이용한 것은 이것이 처음이자 마지막이었다고 한다.[129]

### 참조주
1. ↑  “大正天皇実録　補訂版　全六巻・別巻一”. ゆまに書房. 2019년 10월 21일에 확인함.
2. ↑  日本大百科全書(ニッポニカ)「大正天皇」（コトバンク）
3. ↑  一部の書籍や人名事典など、文献によっては脳病による崩御と紹介しているものもある。
4. ↑  原武史 2015, 40쪽.
5. ↑  古川隆久 2007, 1쪽.
6. ↑  메이지 천황은 측실과의 사이에서 슬하 5남 10녀를 두었는데 이 중 야나기와라 나루코, 소노 사치코가 낳은 메이지 천황의 자녀(1남 4녀)만이 살아남았고, 나머지는 병으로 요절하였다.
7. ↑  《『法令全書 明治12年』「太政官布告」、9月6日。177頁》 - 국립국회도서관 디지털 컬렉션
8. ↑  古川隆久 2007, 6쪽.
9. ↑  古川隆久 2007, 5쪽.
10. ↑  古川隆久 2005, 7쪽.
11. ↑  原武史 2015, 43–44쪽.
12. ↑  浅見雅男 2019, 14–16쪽.
13. ↑  古川隆久 2007, 9–10쪽.
14. ↑  古川隆久 2007, 11쪽.
15. ↑  原武史 2015, 49쪽.
16. ↑  原武史 2015, 49–52쪽.
17. ↑  古川隆久 2007, 15쪽.
18. ↑  古川隆久 2007, 17쪽.
19. ↑  古川隆久 2007, 17–18쪽.
20. ↑  古川隆久 2007, 19–20쪽.
21. ↑  原武史 2015, 55쪽.
22. ↑  《『官報』号外、1889年11月3日》 - 국립국회도서관 디지털 컬렉션
23. ↑  古川隆久 2007, 31, 34쪽.
24. 1 2 3  古川隆久 2007, 32쪽.
25. 1 2  原武史 2015, 58쪽.
26. ↑  原武史 2015, 56쪽.
27. ↑  古川隆久 2007, 54–55쪽.
28. ↑  古川隆久 2007, 34쪽.
29. ↑  古川隆久 2007, 34-35쪽.
30. ↑  原武史 2015, 60–61쪽.
31. ↑  原武史 2015, 62쪽.
32. ↑  原武史 2015, 65쪽.
33. ↑  古川隆久 2007, 39–42쪽.
34. ↑  原武史 2015, 67–69쪽.
35. ↑  原武史 2015, 70쪽.
36. ↑  小田部雄次 2012, 28쪽.
37. ↑  浅見雅男 2019, 43–45쪽.
38. ↑  浅見雅男 2019, 41–44쪽.
39. ↑  浅見雅男 2019, 45쪽.
40. ↑  浅見雅男 2019, 52쪽.
41. ↑  浅見雅男 2019, 64–65쪽.
42. ↑  浅見雅男 2019, 85–86쪽.
43. ↑  浅見雅男 2019, 94–96쪽.
44. ↑  浅見雅男 2019, 103쪽.
45. ↑  浅見雅男 2019, 117–118쪽.
46. ↑  浅見雅男 2019, 139쪽.
47. ↑  《『官報』号外「告示」、1900年2月11日》 - 국립국회도서관 디지털 컬렉션
48. 1 2  古川隆久 2007, 62쪽.
49. ↑  古川隆久 2007, 63–64쪽.
50. ↑  古川隆久 2007, 70–71쪽.
51. ↑  古川隆久 2007, 65쪽.
52. ↑  古川隆久 2007, 68–70쪽.
53. ↑  原武史 2015, 78쪽.
54. ↑  古川隆久 2007, 71쪽.
55. ↑  일본 황실에서 일부일처제를 법으로 명시한 것은 쇼와 때이다.
56. ↑  原武史 2015, 80–82쪽.
57. ↑  原武史 2015, 90–94쪽.
58. ↑  原武史 2015, 106–112쪽.
59. ↑  原武史 2015, 113–117쪽.
60. ↑  原武史 2015, 122–124쪽.
61. ↑  原武史 2015, 124-128쪽.
62. ↑  片野真佐子 2003, 91쪽.
63. ↑  浅見雅男 (2010). 《皇族と帝国陸海軍》. 文藝春秋 <文春新書>. 188–190쪽. ISBN 978-4-16-660772-3.
64. ↑  古川隆久 2007, 101–102쪽.
65. ↑  原武史 2015, 154–156쪽.
66. ↑  原武史 2015, 157–158쪽.
67. ↑  原武史 2015, 162–164쪽.
68. ↑  原武史 2015, 182–186쪽.
69. ↑  原武史 2015, 196–200쪽.
70. ↑  鶴駕巡啓記(石川県立金沢第一中学校校友会, 1909)
71. ↑  原武史 2015, 212–215쪽.
72. ↑  原武史 2015, 222쪽.
73. ↑  原武史 2015, 194–195쪽.
74. ↑  古川隆久 2007, 109쪽.
75. ↑  古川隆久 2007, 109–110쪽.
76. ↑  古川隆久 2007, 117-118쪽.
77. ↑  小田部雄次 2012, 127–128쪽.
78. ↑  “Living history in 京都・二条城”. Living History 京都・二条城協議会　. 2024년 1월 30일에 확인함.
79. ↑  “二条城の歴史・見どころ ～ 歴史”. 京都市. 2023년 9월 9일에 확인함.
80. ↑  “京都の御大礼 -即位礼・大嘗祭と宮廷文化のみやび-”. 「京都の御大礼—即位礼・大嘗祭と宮廷文化のみやび—」展　実行委員会. 2023년 9월 9일에 확인함.
81. ↑  古川隆久 2007, 153–160쪽.
82. ↑  古川隆久 2007, 155쪽.
83. ↑  “「即位礼正殿の儀」で天皇陛下がのぼられる「高御座」公開”. NHK NEWS WEB. 2019년 10월 19일에 원본 문서에서 보존된 문서. 2019년 10월 28일에 확인함.
84. ↑  原武史 2015, 246–248쪽.
85. ↑  原武史 2015, 255–256쪽.
86. ↑  《官報第31号『勅令』、1912年9月4日》 - 국립국회도서관 디지털 컬렉션
87. 1 2  古川隆久 2007, 141쪽.
88. ↑  《官報第291号『勅令』『告示』、1913年7月18日》 - 국립국회도서관 디지털 컬렉션
89. ↑  古川隆久 2007, 108-109쪽.
90. ↑  原武史 2017, 129쪽.
91. ↑  古川隆久 2007, 110-111쪽.
92. ↑  古川隆久 2007, 131–138쪽.
93. ↑  原武史 2015, 240–241쪽.
94. ↑  原武史 2015, 242쪽.
95. 1 2  古川隆久 2007, 145쪽.
96. ↑  原武史 2015, 238–239쪽.
97. ↑  古川隆久 2007, 142–144쪽.
98. ↑  安田浩 2019, 166–167쪽.
99. ↑  安田浩 2019, 159쪽.
100. ↑  古川隆久 2007, 174–175쪽.
101. ↑  伊藤之雄 (2019년 7월). 《大隈重信（下）「巨人」が築いたもの》. 中公新書. 中央公論新社. 275–276쪽. ISBN 978-4-12-102551-7.
102. ↑  伊藤之雄 (2019년 7월). 《大隈重信（下）「巨人」が築いたもの》. 中公新書. 中央公論新社. 277–279쪽. ISBN 978-4-12-102551-7.
103. ↑  伊藤之雄 (2009). 《山縣有朋》. 文藝春秋 <文春新書>. 416–417쪽. ISBN 978-4-16-660684-9.
104. ↑  古川隆久 2007, 180–182쪽.
105. ↑  古川隆久 2007, 186–187쪽.
106. ↑  古川隆久 2007, 188쪽.
107. ↑  原武史 2015, 280쪽.
108. ↑  古川隆久 2007, 192–193쪽.
109. ↑  古川隆久 2007, 186, 195–196쪽.
110. ↑  原武史 2015, 285쪽.
111. ↑  古川隆久 2007, 196쪽.
112. ↑  原武史 2015, 286쪽.
113. ↑  古川隆久 2007, 199–200쪽.
114. ↑  古川隆久 2007, 202쪽.
115. ↑  古川隆久 2007, 203–205쪽.
116. ↑  古川隆久 2007, 205–207쪽.
117. ↑  《官報（號外）、1921年11月25日》 - 국립국회도서관 디지털 컬렉션
118. ↑  古川隆久 2007, 207쪽.
119. ↑  原武史 2015, 310–311쪽.
120. ↑  古川隆久 2007, 209쪽.
121. ↑  古川隆久 2007, 208쪽.
122. ↑  古川隆久 2007, 214-217쪽.
123. ↑  小川金男 2023, 212–213쪽.
124. ↑  古川隆久 2007, 214쪽.
125. 1 2 3  原武史 2015, 320쪽.
126. ↑  古川隆久 2007, 218쪽.
127. ↑  田中伸尚 1988, 32쪽.
128. ↑  古川隆久 2007, 219쪽.
129. 1 2  古川隆久 2007, 220쪽.
130. ↑  古川隆久 2007, 220–221쪽.
131. ↑  小田部雄次 (2010). 《昭憲皇太后・貞明皇后》. ミネルヴァ書房 <ミネルヴァ日本評伝選>. 286–287쪽. ISBN 978-4-623-05908-9. 다음 글자 무시됨: ‘和書’ (도움말)
132. ↑  古川隆久 2007, 222-223쪽.
133. ↑  古川隆久 2007, 223쪽.
134. ↑  田中伸尚 1988, 52–56쪽.
135. 1 2  古川隆久 2007, 223–224쪽.
136. 1 2  田中伸尚 1988, 56쪽.
137. ↑  井上亮 2013, 296쪽.
138. ↑  古川隆久 2007, 224쪽.
139. ↑  原武史 2015, 326쪽.
140. ↑  田中伸尚 1988, 68–74쪽.
141. ↑  山口輝臣・小倉慈司 (2018) [2011]. 《天皇と宗教》. 天皇の歴史 9. 講談社 <講談社学術文庫>. 259–260쪽. ISBN 978-4-06-512671-4. 다음 글자 무시됨: ‘和書’ (도움말)

## 참고문헌

### 서적
- 浅見雅男 (2019) [2010]. 《大正天皇婚約解消事件》. KADOKAWA <角川ソフィア文庫>. ISBN 978-4-04-400389-0.
- 石川忠久 (2009). 《漢詩人 大正天皇 その風雅の心》. 大修館書店. ISBN 978-4-469-23258-5.
- 小川金男 (2023) [1951]. 《皇室の茶坊主 下級役人がみた明治・大正の「宮廷」》. 河西秀哉監修. 創元社. ISBN 978-4-422-20169-6.
- 小田部雄次 (2002). 《四代の天皇と女性たち》. 文藝春秋 <文春新書>. ISBN 4-16-660273-X.
- 小田部雄次 (2016). 《大元帥と皇族軍人 明治編》. 吉川弘文館 <歴史文化ライブラリー>. ISBN 978-4-642-05824-7.
- 片野真佐子 (2003). 《皇后の近代》. 講談社 <講談社選書メチエ>. ISBN 4-06-258283-X.
- 田中伸尚 (1988). 《大正天皇の大葬》. 第三書館. 일본 전국 서지 번호 : 22528711.
- 原武史 (2015) [2000]. 《大正天皇》. 朝日新聞出版 <朝日文庫>. ISBN 978-4-02-261827-6.
- 原武史 (2017) [2015]. 《皇后考》. 講談社 <講談社学術文庫>. ISBN 978-4-06-292473-3.
- 古川隆久 (2007). 《大正天皇》. 吉川弘文館 <人物叢書>. ISBN 978-4-642-05240-5.
- 安田浩 (2019) [1998]. 《天皇の政治史》. 吉川弘文館 <読みなおす日本史>. ISBN 978-4-642-07106-2.
- 山口幸洋 (2022) [2000]. 《大正女官、宮中語り》. 河西秀哉監修. 創元社. ISBN 978-4-422-20167-2.
- 山川三千子 (2016) [1960]. 《女官》. 講談社 <講談社学術文庫>. ISBN 978-4-06-292376-7.
- 프레데릭 디킨슨 (2009). 《大正天皇 一躍五大洲を雄飛す》. ミネルヴァ書房 <ミネルヴァ日本評伝選>. ISBN 978-4-623-05561-6.
- 宮内省図書寮編修, 편집. (2016-2021年). 《大正天皇実録 補訂版》. ゆまに書房（全6巻）.  - 別巻（索引・解説）は未刊

### 논문
- 季武嘉也 (2005). “歴史資料の公開の現状と問題点”. 《創価大学人文論集》 (創価大学人文学会) 17: 89–120.
- 杉下守弘 (2012). “大正天皇（1879-1926）の御病気に関する文献的考察”. 《認知神経科学》 (脳血管研究所) 14 (1): 51–67.

## 관련문헌
- 《大正天皇御製歌集》 上. 宮内省図書寮. 1945.
- 《大正天皇御製歌集》 下. 宮内省図書寮. 1945.
- 《大正天皇御製詩集》 上. 宮内省図書寮. 1945.
- 《大正天皇御製詩集》 下. 宮内省図書寮. 1945.
- 石川忠久, 편집. (2014). 《大正天皇漢詩集》. 大修館書店.（漢詩約270首を訳註・解説した編著）。
- 《大正天皇御集 おほみやびうた》. 岡野弘彦解題. 明徳出版社. 2002. ISBN 978-4-89619-549-1.
- 《大正天皇 御製詩集》. 木下彪注解. 明徳出版社. 2000 [1960].
- 西川泰彦 (2006). 《天地十分春風吹き満つ 大正天皇御製詩拝読》. 錦正社. ISBN 4-7646-0270-9.
- 古田島洋介 (2005). 《大正天皇御製詩の基礎的研究》. 明徳出版社. ISBN 4-89619-172-2.